# Swedish Open 1985
Lo Swedish Open 1985 è stato un torneo di tennis giocato sulla terra rossa. È stata la 38ª edizione del torneo, che fa parte della categoria del Nabisco Grand Prix 1985. Il torneo si è giocato a Båstad in Svezia dal 15 al 21 luglio 1985.

## Campioni

### Singolare maschile
Mats Wilander ha battuto in finale  Stefan Edberg con il punteggio di 6–1 6–0

### Doppio maschile
Stefan Edberg /  Anders Järryd hanno battuto in finale  Sergio Casal /  Emilio Sánchez con il punteggio di 6–0, 7–6